# پاسکالوو
پاسکالوو (به بلغاری: Paskalevo) یک منطقهٔ مسکونی در بلغارستان است که در شهرستان دوبریچکا واقع شده‌است.